# Grand Prix Formule 1 van Australië 2000
De Grand Prix Formule 1 van Australië 2000 werd gehouden op 12 maart 2000 op het Albert Park in Melbourne.

## Top 5 Kwalificatie
| Positie | Nummer | Rijder                | Team               | Tijd     |
| ------- | ------ | --------------------- | ------------------ | -------- |
| 1       | 1      | Mika Häkkinen         | McLaren - Mercedes | 1:30.556 |
| 2       | 2      | David Coulthard       | McLaren - Mercedes | 1:30.910 |
| 3       | 3      | Michael Schumacher    | Scuderia Ferrari   | 1:31.075 |
| 4       | 4      | Rubens Barrichello    | Scuderia Ferrari   | 1:31.102 |
| 5       | 5      | Heinz-Harald Frentzen | Jordan Grand Prix  | 1:31.359 |

## Uitslag
| Positie | Nummer | Rijder                | Team               | Ronden | Tijd/Opgave       | Startplaats | Punten |
| ------- | ------ | --------------------- | ------------------ | ------ | ----------------- | ----------- | ------ |
| 1       | 3      | Michael Schumacher    | Scuderia Ferrari   | 58     | 1:34:01.987       | 3           | 10     |
| 2       | 4      | Rubens Barrichello    | Scuderia Ferrari   | 58     | +11.415           | 4           | 6      |
| 3       | 9      | Ralf Schumacher       | Williams-BMW       | 58     | +20.009           | 11          | 4      |
| 4       | 22     | Jacques Villeneuve    | BAR-Honda          | 58     | +44.447           | 8           | 3      |
| 5       | 11     | Giancarlo Fisichella  | Benetton Formula   | 58     | +45.165           | 9           | 2      |
| 6       | 23     | Ricardo Zonta         | BAR-Honda          | 58     | +46.468           | 16          | 1      |
| 7       | 12     | Alexander Wurz        | Benetton Formula   | 58     | +46.915           | 14          |        |
| 8       | 20     | Marc Gené             | Minardi            | 57     | +1 Ronde          | 18          |        |
| 9       | 15     | Nick Heidfeld         | Prost Grand Prix   | 56     | +2 Rondes         | 15          |        |
| DSQ     | 17     | Mika Salo             | Sauber - Petronas  | 58     | Gediskwalificeerd | 10          |        |
| Ret     | 10     | Jenson Button         | Williams-BMW       | 46     | Motor             | 21          |        |
| Ret     | 16     | Pedro Diniz           | Sauber - Petronas  | 41     | Overbrenging      | 19          |        |
| Ret     | 21     | Gaston Mazzacane      | Minardi            | 40     | Versnellingsbak   | 22          |        |
| Ret     | 5      | Heinz-Harald Frentzen | Jordan-Mugen-Honda | 39     | Hydrauliek        | 5           |        |
| Ret     | 6      | Jarno Trulli          | Jordan-Mugen-Honda | 35     | Motor             | 6           |        |
| Ret     | 14     | Jean Alesi            | Prost Grand Prix   | 27     | Hydrauliek        | 17          |        |
| Ret     | 1      | Mika Häkkinen         | McLaren - Mercedes | 18     | Motor             | 1           |        |
| Ret     | 19     | Jos Verstappen        | Arrows - Supertec  | 16     | Ophanging         | 13          |        |
| Ret     | 2      | David Coulthard       | McLaren - Mercedes | 11     | Motor             | 2           |        |
| Ret     | 18     | Pedro de la Rosa      | Arrows - Supertec  | 6      | Ophanging         | 12          |        |
| Ret     | 7      | Eddie Irvine          | Jaguar Racing      | 6      | Crash             | 7           |        |
| Ret     | 8      | Johnny Herbert        | Jaguar Racing      | 1      | Koppeling         | 20          |        |

## Statistieken
| Snelste ronde | Rubens Barrichello | Scuderia Ferrari | 1:34.481 |

## Noot
- Dit was het debuut van de Argentijnse coureur Gastón Mazzacane, de Britse coureur (en toekomstig wereldkampioen) Jenson Button en de Duitse coureur Nick Heidfeld.
- Eerste snelste ronde voor Rubens Barrichello.

1949 · 1985 · 1986 · 1987 · 1988 · 1989 · 1990 · 1991 · 1992 · 1993 · 1994 · 1995 · 1996 · 1997 · 1998 · 1999 · 2000 · 2001 · 2002 · 2003 · 2004 · 2005 · 2006 · 2007 · 2008 · 2009 · 2010 · 2011 · 2012 · 2013 · 2014 · 2015 · 2016 · 2017 · 2018 · 2019 · 2020 · 2021 · 2022 · 2023 · 2024 · 2025